# Église Saint-Quentin de Longeville-lès-Metz
Pour les articles homonymes, voir église Saint-Quentin.
L’église Saint-Quentin est un édifice de culte catholique situé rue du Général-de-Gaulle à Longeville-lès-Metz.

## Contexte historique
Construite avant l’annexion, l'église Saint-Quentin est édifiée sur l’emplacement d’une ancienne église paroissiale devenue vétuste et détruite en 1866.

## Construction et aménagements
L’édifice est inauguré en 1867. De plan basilical, la nef compte trois vaisseaux. La tour-clocher est construite hors-œuvre, donnant sa physionomie particulière à l’édifice. Sa façade, en moellons sous enduit, soulignée par deux contreforts, présente un portail à tympan sculpté en pierre de Jaumont, surmonté par une rosace et une petite baie sommitale. Les bas-côtés sont percés de fenêtres ogivales, alors que la nef haute présente des oculi polylobés. Le clocher présente trois niveaux d’élévation. Une porte surmontée d’un tympan à gâble y donne accès.
Initialement à l'intérieur de l'église, la grotte Notre-Dame de Lourdes est installée dans le jardinet extérieur afin d'offrir un lieu de pèlerinage à Longeville-lès-Metz.

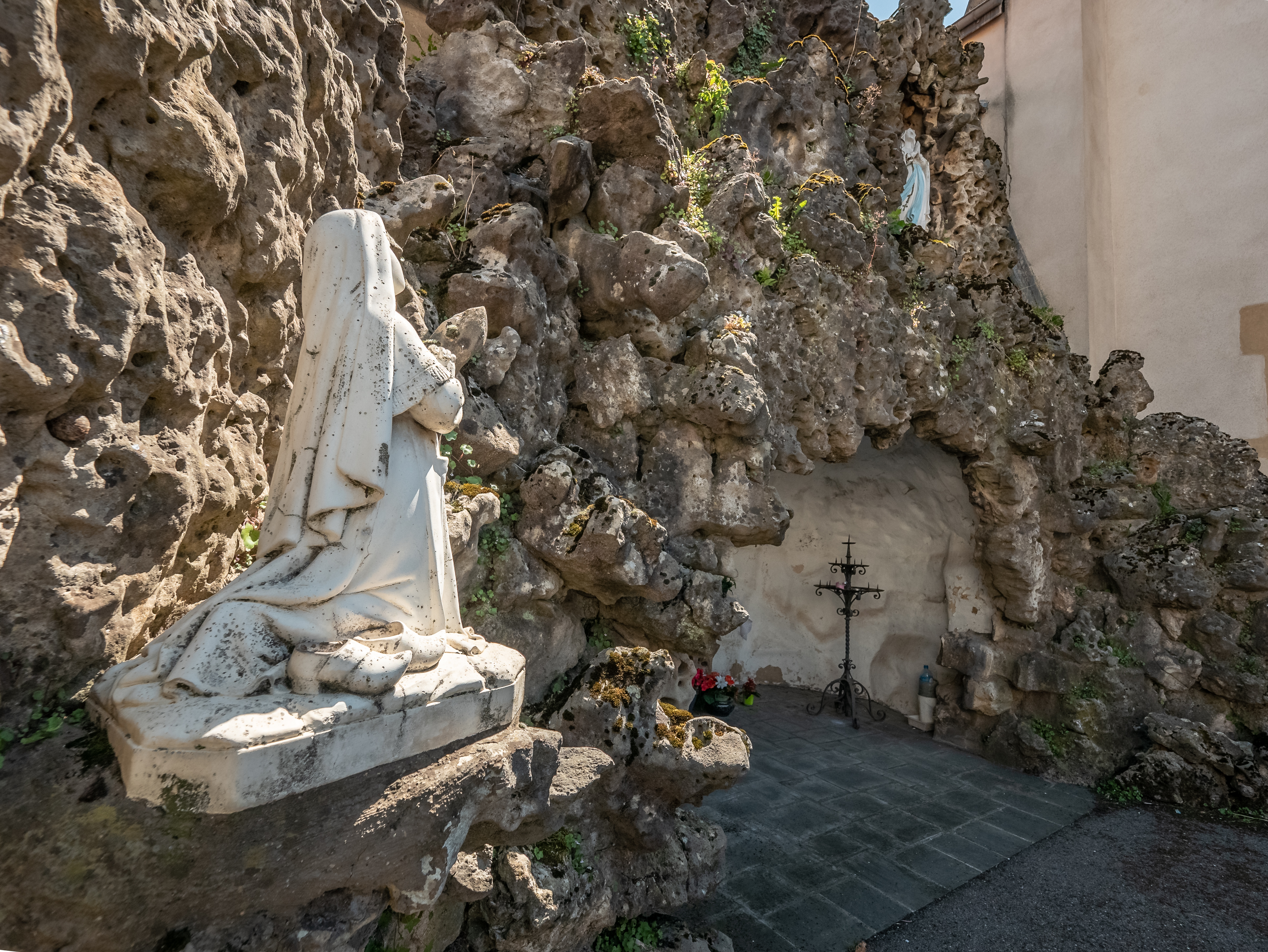
La grotte Notre-Dame de Lourdes située à l'extérieur de l'église

## Affectations successives
L’édifice est toujours utilisé pour le culte catholique.